# Tiêu hủy gà

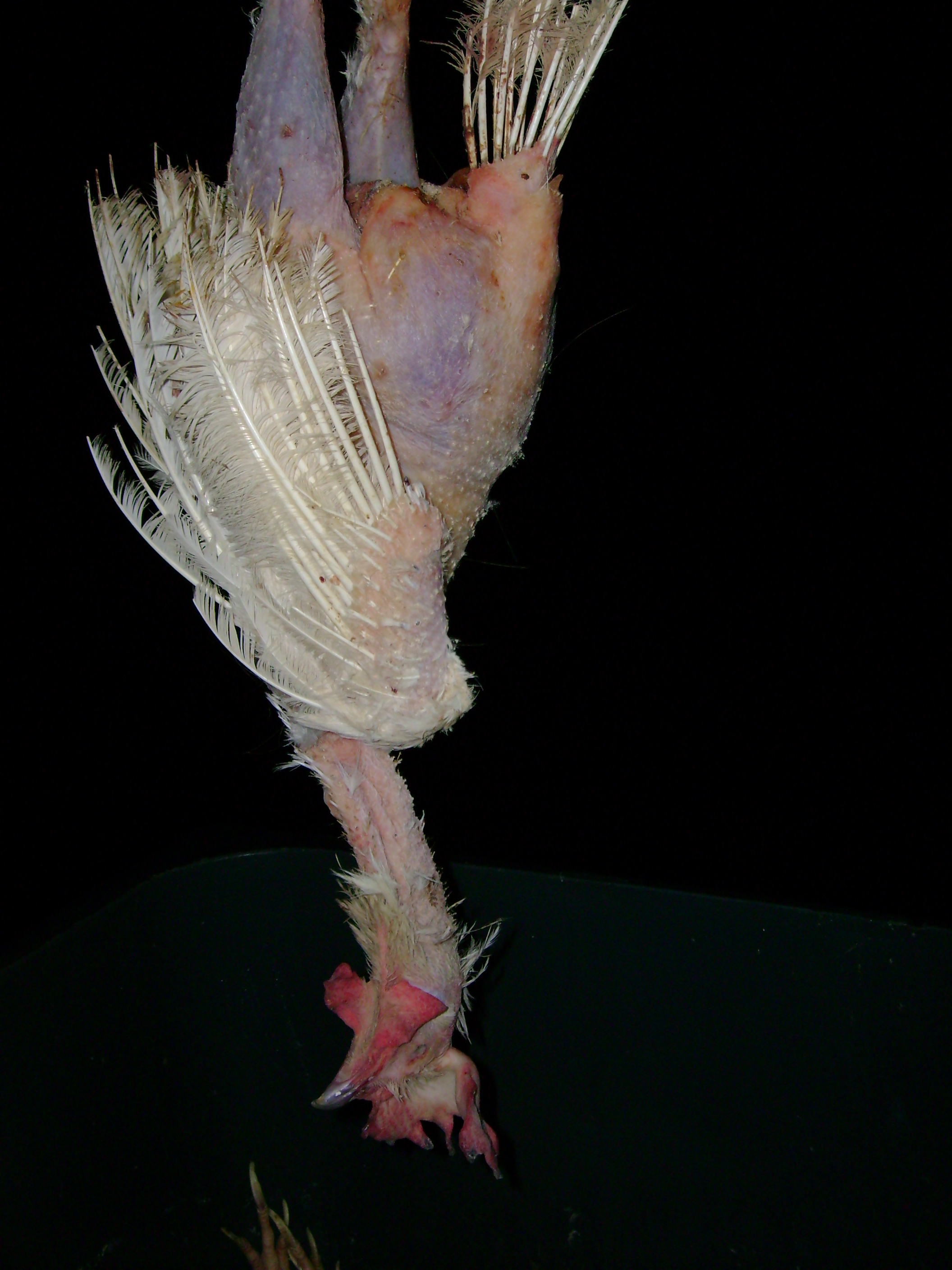
Một cảnh tiêu hủy gà bệnh

Tiêu hủy gà là việc giết và xử lý hàng loạt những con gà, thông thường là gà công nghiệp vì nhiều lý do khác nhau. Trong đó có các trường hợp chính là giết hàng loạt những con gà mới nở do không sử dụng, giết và tiêu hủy những con gà bị nhiễm bệnh, gồm cả việc tiêu hủy những con gà đã chết gọi là gà toi, tiêu hủy những con gà nhập lậu, không rõ nguồn gốc và xử lý những con gà đẻ trứng không còn được sử dụng gọi là gà thải loại, gà thải.

## Gà trống con
Trong chăn nuôi công nghiệp, tiêu hủy gà con là quá trình giết những con gà trống (thuộc giống gà lấy trứng) khi chúng mới nở mà ngành công nghiệp không có sử dụng. Do quá trình giống chọn lọc hiện đại, chủng gà lấy trứng rất khác với các chủng gà thịt. Những con gà trống của các chủng gà lấy trứng thì không thể đẻ trứng và nó cũng không thích hợp cho việc sản xuất thịt gà, do đó chúng thường bị giết ngay sau khi nở việc này được thực hiện ngay sau khi được xác định giới tính (ngoại trừ để lại một số con làm giống). Phương pháp tiêu hủy bao gồm vặn cổ, gây ngạt thở bởi carbon dioxide và dìm nước hoặc sử dụng một máy xay tốc độ cao để nghiến chết đồng loạt.
Chẳng hạn như ở Ấn Độ, có báo cáo rằng hơn 180 triệu con gà con giống đực mỗi năm được thải ra. Các ngành công nghiệp nuôi gà lấy trứng ở Ấn Độ đang tăng trưởng với tỷ lệ 8-12% mỗi năm, và là nhà sản xuất trứng lớn thứ ba trên thế giới. Các ý kiến về pháp lý cho rằng việc giết hàng loạt gà con giống đực sau khi nở, thuần vì lý do kinh tế là không tương ứng với những quy định bảo vệ phúc lợi động vật. Điều này có thể tránh khỏi, nếu việc xác định giới tính xảy ra từ khi còn trong trứng và ngăn việc gà con giống đực sinh nở ra. Cho đến nay, việc giết hại vẫn xảy ra và chưa có quy trình chọn lựa giới tính từ trong trứng, mặc dù có nhiều phản đối từ giới bảo vệ thú vật. Những nhà hoạt động vì quyền động vật và phúc lợi động vật khẳng định rằng nhiều thực tiễn hiện xung quanh giết mổ gà theo kiểu này là vô đạo đức và vô nghĩa.

## Gà bệnh

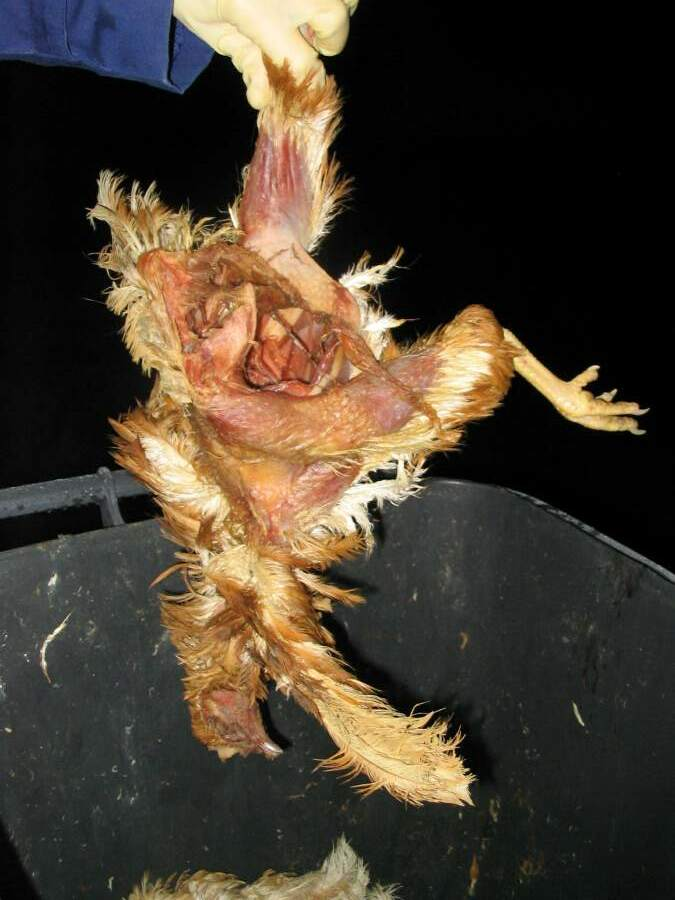
Tiêu hủy gà bệnh

Việc xử lý gà vùng dịch theo hai cách chính là đốt và chôn lấp. Biện pháp đốt đòi hỏi phải có lò thiêu tiêu chuẩn, đạt 1.500 độ trở lên và phải có hệ thống xử lý khí thải.
Quy trình chôn lấp được thực hiện như sau: Đào hố ở những vùng đất sét, phần đáy được lót cát, sau đó cả thành và đáy được phủ bột chống thấm bentonike mỏng. Nilon được dán liền trải dưới đáy và bao quanh thành. Gà tiêu hủy đóng trong bao tải, rải xuống hố theo từng lớp có phun chế phẩm sinh học EMC và DW-97. Khi gà cách miệng hố 30 cm, đổ đất dày 20 cm, giữa hố phủ đá dày 30 cm để đặt giàn thu khí.
Tiếp theo phủ đất 20 cm và phủ một lớp bentonike. Sau đó hàn kín miệng nilon rồi đổ tiếp một lớp bentonike và phủ đất dày 1,5m. Bentonike là chất gia cố chống thấm, khi có nước vào sẽ giãn nở bít mọi khe hở không để nước trong hố thấm ra. Các chế phẩm sinh học được sử dụng sẽ giúp phân hủy nhanh và khử mùi. Quá trình phân hủy diễn ra trong 6-12 tháng, sinh rất nhiều thán khí sẽ được xử lý bằng đốt. Sau khi chôn lấp, toàn bộ khu vực được tiêu độc bằng Ca(ClO)2 68% Cl2.